# Qendër Tepelenë
Qendër Tepelenë là một xã trong quận Tepelenë thuộc hạt Gjirokastër, Albania. Dân số năm 2005 là 4290 người.